# Jiajiang
Jiajiang, tidigare stavat Kiakiang, är ett härad som lyder under Leshans stad på prefekturnivå i Sichuan-provinsen i sydvästra Kina. Det ligger omkring 110 kilometer sydväst om provinshuvudstaden Chengdu.